# Віктор IV II (антипапа)
Віктор IV (другий) (Оттавіано деї Крешенці Оттавіані ді Монтічелло) (бл.1095, Тіволі — 20 квітня 1164, Лукка) — антипапа, походив із знатної сім'ї графів Тускулумських (був племінником графа Ранульфа). Зведений в сан кардинала Інокентієм II в 1138 році з титулом кардинала-диякона Сан Нікола ін Карчере, згодом став кардиналом-священником з титулом Санта Чечілія ін Трастевере.

## Конклав
На конклаві 7 вересня 1159 року після смерті Адріана IV більшість з присутніх кардиналів у соборі св. Петра (25 з 29) висловилися за кандидатуру Роландо Бандінеллі, проголошеного папою Олександром III. У момент, коли новообраний папа повинен був одягтися в папську мантію, Оттавіано ді Монтічелло, несподівано для всіх, спробував надіти її на себе. У подальшій бійці Олександр III та його прихильники покинули собор, а Оттавіано ді Монтічелло одягнувся в іншу, заздалегідь приготовану ним мантію і його було проголошено папою Віктором IV всього трьома кардиналами що залишилися і перебували в соборі разом з кліриками (не слід плутати з іншим антипапою з таким же іменем й порядковим номером — Віктором IV, що правив близько двох місяців в 1138 році).

## Правління
Обидва папи (Олександр III та Віктор IV) апелювали до імператора Фрідріха I Барбаросси, який конфліктував з попереднім папою, потребував «кишенькового папу» і підтримував схизми. Скликаний імператором у лютому 1160 собор у Павії підтримав Віктора IV і оголосив анафему Олександру III. У відповідь Олександр III відлучив від Церкви Фрідріха Барбароссу. Сторону Олександра III взяли єпископи Англії, Франції, Іспанії, Угорщині, скандинавських країн. Віктору IV не вдалося домогтися підтримки навіть у Німеччині, де єпископ Ебергард Зальцбурзький оголосив про лояльність Олександру III. У 1162 році на бік Олександра III схилився Людовик VII, і Олександр III переселився до Франції. Віктора IV підтримував лише Фрідріх Барбароса. Завдяки імператорові схизма продовжувалась. 20 квітня 1164 року Віктор IV помер у Луцці, і його прихильники обрали новим антипапою Пасхалія III.